# Йоель Фіноль
Йоель Фіноль (ісп. Yoel Segundo Finol Rivas, нар. 21 вересня 1996, Мерида, Венесуела) — венесуельський боксер-любитель, що виступає в найлегшій ваговій категорії. Срібний призер Олімпійських ігор 2016 року та бронзовий — Панамериканських ігор (2015). Боксер команди «Caciques de Venezuela» у напівпрофесійній лізі WSB.

## Любительська кар'єра
Чемпіонат світу 2015
- 1/16 фіналу: Переміг Заріпа Юмаєва (Таджикистан) — 3-0
- 1/8 фіналу: Програв Цейбера Авіла Сегула (Колумбія) — 0-3

Олімпійські ігри 2016
- 1/16 фіналу: Переміг Леонеля Де Лос Сантоса (Домініканська Республіка) — 3-0
- 1/8 фіналу: Переміг Мухаммада Алі (Велика Британія) — 3-0
- 1/4 фіналу: Переміг Мохамеда Фліссі (Алжир) — 3-0
- 1/2 фіналу: Програв Шахобідіну Зоїрову (Узбекистан) — 0-3

У грудні 2016 року Спортивний арбітражний суд ухвалив рішення позбавити Михайла Алояна (Росія), який програв у фіналі Шахобідіну Зоїрову, олімпійської медалі через позитивну допінг-пробу, взяту під час змагань на Літніх Олімпійських іграх 2016. Срібну олімпійську медаль отримав Йоель Фіноль.
2018 року Фіноль здобув три перемоги і став чемпіоном Південноамериканських ігор.
Чемпіонат світу 2019
- 1/32 фіналу. Переміг Рамана Шарафа (Німеччина) — 5-0
- 1/16 фіналу. Програв Кайрату Єралієву (Казахстан) — 2-3

Олімпійські ігри 2020
- 1/16 фіналу: Програв Ріомею Танаці (Японія) — 0-5

Чемпіонат світу 2021
- 1/16 фіналу: Переміг Ельміра Набієва (Україна) — 5-0
- 1/8 фіналу: Переміг Габріеля Ескобара (Іспанія) — 3-2
- 1/4 фіналу: Програв Акашу Кумару (Індія) — 0-5

Чемпіонат світу 2023
- 1/16 фіналу: Переміг Руслана Аслікяна (Вірменія) — 3-2
- 1/8 фіналу: Переміг Ніята Гусейнова (Азербайджан) — 4-1
- 1/4 фіналу: Програв Йосвані Вейтія (Куба) — 1-4